# Serie eluotropica
La serie eluotropica è una lista di solventi classificati in ordine crescente di potere eluente fissata una data fase stazionaria (ad esempio allumina o silice). Viene ottenuta misurando il calore svolto dal solvente quando interagisce con la fase stazionaria, ricavando in tal modo la grandezza {\displaystyle \varepsilon }; maggiore è l'interazione, maggiore risulterà il calore svolto. Normalmente tale scala elenca i solventi dai meno polari (come etere di petrolio, cicloesano, xilene) ai più polari (come metanolo, acqua e acido acetico).
La sua importanza risiede nel fatto che rappresenta un ausilio molto utile per la scelta dell'eluente più opportuno da utilizzare per una separazione cromatografica, conoscendo la fase stazionaria e la natura degli analiti. In letteratura specialistica sono riportate varie serie eluotropiche.